# Justin K. Thompson
Justin K. Thompson (* 1974) ist ein US-amerikanischer Szenenbildner und Filmregisseur.

## Karriere
Thompson begann seine Filmkarriere 1996 mit dem Fernsehfilm Das Märchen vom Weihnachtsmann. Danach war er in verschiedenen Funktionen als Spezialeffektkünstler für Hintergrundanimationen und als Szenenbildner tätig. Schließlich arbeitete er für das Animationsstudio Cartoon Network Studios. Für seine Mitarbeit an Star Wars: Clone Wars erhielt er sogar einen Emmy-Award für die Animation der Folgen 23 bis 25. Ähnlich war er 2004 für die Fernsehserie Powerpuff Girls tätig. Bald darauf wechselte er zu Sony Pictures Animation, wo er 2009 Wolkig mit Aussicht auf Fleischbällchen und die Fortsetzung Wolkig mit Aussicht auf Fleischbällchen 2 unterstützte. Nach weiteren Animationsfilmen stieg er schließlich in das Spider-Man-Franchise ein und arbeitete 2018 an Spider-Man: A New Universe. Daraufhin wechselte er in die Regie und drehte 2023 zusammen mit Joaquim Dos Santos und Kemp Powers den Animationsfilm Spider-Man: Across the Spider-Verse, für den sie vielfach ausgezeichnet wurden. Unter anderem erhielten sie eine Oscar-Nominierung in der Kategorie Bester Animationsfilm. Aktuell arbeitet er an dessen Fortsetzung Spider-Man: Beyond the Spider-Verse, der voraussichtlich im Jahr 2027 erscheinen soll.

## Filmografie (Auswahl)

### Szenenbildner
- 1996: Das Märchen vom Weihnachtsmann (Fernsehfilm)
- 2001: Captain Sturdy: Back in Action (Kurzfilm)
- 2002: Kim Possible (Fernsehserie, 2 Folgen)
- 2003: Samurai Jack (Fernsehserie, 2 Folgen)
- 2004: Powerpuff Girls (Fernsehserie, 21 Folgen)
- 2005: Star Wars: Clone Wars (Fernsehserie, 25 Folgen)
- 2005: Sunday Pants (Fernsehserie, 2 Folgen)
- 2006: Korgoth of Barbaria (Kurzfilm)
- 2009: Wolkig mit Aussicht auf Fleischbällchen (Cloudy with a Chance of Meatballs)
- 2009: From the Top (Kurzfilm)
- 2013: Wolkig mit Aussicht auf Fleischbällchen 2 (Cloudy with a Chance of Meatballs 2)
- 2016: Angry Birds – Der Film
- 2017: Die Schlümpfe – Das verlorene Dorf
- 2017: Emoji – Der Film
- 2018: Spider-Man: A New Universe

### Regisseur
- 2023: Spider-Man: Across the Spider-Verse

## Auszeichnungen (Auswahl)
- 2005: Primetime-Emmy in der Kategorie Herausragende individuelle Animationsleistung für Star Wars: Clone Wars
- 2019: Annie Award in der Kategorie Herausragendes Szenenbild für Spider-Man: A New Universe
- 2023: HCA Award in der Kategorie Beste Regie für Spider-Man: Across the Spider-Verse
- 2023: Harvey Award in der Kategorie Beste Comicbuchadaption für Spider-Man: Across the Spider-Verse
- 2023: Golden Trailer Award in der Kategorie Bester Animationsfilm für Spider-Man: Across the Spider-Verse
- 2024: Gold Derby Award in der Kategorie Bester Animationsfilm für Spider-Man: Across the Spider-Verse
- 2024: BAFTA-Nominierung in der Kategorie Bester Animationsfilm für Spider-Man: Across the Spider-Verse
- 2024: Annie Award in der Kategorie Herausragende Regieleistung für Spider-Man: Across the Spider-Verse
- 2024: Oscar-Nominierung in der Kategorie Bester Animationsfilm für Spider-Man: Across the Spider-Verse